# Meleșeni, Călărași
Meleșeni este un sat din raionul Călărași, Republica Moldova. Acesta se află la 25 de km de orașul Călărași și se mărginește la vest cu satul Țibirica, la est cu satul Bravicea, la nord cu satul Crăsnășeni (raionul Telenești), iar la sud cu satul Frumoasa. Meleșeni este străbătut de la vest la est de râul Cula, afluent al Răutului. 

## Istoria satului
Satul Meleșeni, așezat în valea râului Cula, este atestat documentar la 9 mai 1681, când Ioana și Maria, fiicele lui Ionașcu Bulboacă, au vândut partea lor de moșie lui Grigore, fiul lui Savin din Hirova, pentru 30 de lei bătuți. Vânzarea s-a făcut cu acordul celorlalți răzeși, iar documentele atestă prezența unei comunități bine organizate. În 1774, administrația militară rusă consemna existența a 27 de gospodării.
Satul a fost unul răzeșesc și a păstrat această organizare de-a lungul timpului. Pe dealul din apropiere, arheologii au descoperit urmele unei vechi cetăți de pământ, distrusă în jurul anului 200 î.Hr. în timpul invaziei triburilor germanice. Tot aici au fost găsite vestigii din epoca fierului.
În 1814, documentele menționează existența unei biserici în stare deteriorată, iar cercetările efectuate de blagocinul Vasile Băț sugerează că înainte de aceasta a existat o biserică și mai veche. La 1 iulie 1817, preotul satului era Lupu Leonti, iar diaconul Vasile Timuș. În aceeași perioadă, satul avea o moșie răzeșească, cu vii, livezi, păduri și terenuri arabile.
Pe parcursul secolului al XIX-lea, locuitorii Meleșeniului și-au apărat cu stăruință statutul de răzeși, prezentând documente care le confirmau descendența din vechi familii boierești. La recensământul din 1884, satul număra 746 desetine de teren arabil, 150 desetine de pădure, opt mori de vânt, o moară de apă și două mori acționate de cai. La sfârșitul secolului, populația ajunsese la 880 de locuitori.
Satul a fost afectat de epidemii, printre care holera din 1866 și 1872 și o gravă epidemie de ciumă în 1877, care a provocat 143 de decese între iulie și septembrie. În această perioadă, Meleșeniul a fost și loc de cazare pentru soldați ai regimentelor rusești.
În 1904, satul avea 222 de case, 1.432 de locuitori, o biserică și o școală elementară. Biserica, zidită din piatră în 1898, a fost distrusă în al Doilea Război Mondial, fiind transformată ulterior în Muzeul Ținutului Natal (1982-1990). În 1990, aceasta și-a recăpătat funcția religioasă.
În perioada interbelică, satul a continuat să se dezvolte, ajungând la 350 de gospodării în 1923. La acea vreme, în apropierea satului funcționau mori industriale, iar economia locală era bazată pe agricultură și prelucrarea cerealelor.
Conform recensământului din 2004, Meleșeni avea 1.592 de locuitori, dintre care 97,74% erau moldoveni, iar restul aparțineau altor etnii (ucraineni, ruși, găgăuzi). În sat erau 562 de gospodării, cu o medie de 2,8 persoane pe familie.
Astăzi, Meleșeni impresionează prin frumusețea sa naturală, întreg teritoriul este înconjurat de păduri seculare care îi oferă un farmec aparte. 

## Legenda satului
Există mai multe legende care se spune că ar fi dus la formarea Meleșeniului de astăzi. Acestea sunt două dintre ele:
1) Trăiau, odată, demult, foarte demult, un boier pe nume Meleșeanu. Boierul avea multe pământuri și întreg teritoriul era acoperit de o pădure mare, mai bine zis un codru, căci copacii înalți și falnici erau bătrâni ca veacul. Păsările te fermecau cu trilurile lor, izvoarele îți linișteau auzul cu murmurul lor, iar iarba înaltă și deasă te ademenea. Mulți țărani din împrejurimi își găseau pâinea și își adăposteau familia la acest boier, care era generos și avea o inimă bună. Simțind că sfârșitul său se apropie, boierul a hotărât să lase moșia ca moștenire celor mai harnici și gospodaroși țărani, iar aceștia au început să-și construiască case frumoase pe acest loc pitoresc. Astfel s-a format un sat. Țăranii au decis să numească satul Meleșeni, în amintirea boierului Meleșeanu, care i-a adăpostit cândva.
2) Se spune că, demult, în aceste părți trăia un bătrân sihastru care avea o fată foarte frumoasă. Era un loc pitoresc, nepopulat și necunoscut oamenilor. Într-o zi, un fecior de boier, care avea un cal pe nume Meleș, s-a rătăcit prin acele locuri, căutându-și calul. La un moment dat, a văzut-o pe fata sihastrului și s-a îndrăgostit de ea din prima. Multe drumuri a făcut băiatul până a cucerit inima fetei, dar și el a fost cucerit de frumusețea acestui colț de rai, cu codri seculari. Astfel, a hotărât să-și întemeieze o familie și să-și construiască o casă în acel loc. Apoi, au venit și alți prieteni ai băiatului, toți răzeși, care și-au întemeiat familii și gospodării frumoase, iar satul a ajuns să numere vreo 20 de case. Ei au hotărât să numească satul Meleșeni, în cinstea calului Meleș, care le-a descoperit acest loc minunat.

## Administrație și politică
Componența Consiliului local Meleșeni (9 consilieri), pe 5 noiembrie 2023, este următoarea:
|  | Partid                                        | Consilieri | Componență | Componență | Componență | Componență |
|  | --------------------------------------------- | ---------- | ---------- | ---------- | ---------- | ---------- |
|  | Partidul Dezvoltării și Consolidării Moldovei | 4          |            |            |            |            |
|  | Platforma Demnitate și Adevăr                 | 3          |            |            |            |            |
|  | Partidul Socialiștilor din Republica Moldova  | 2          |            |            |            |            |

## Galerie de imagini

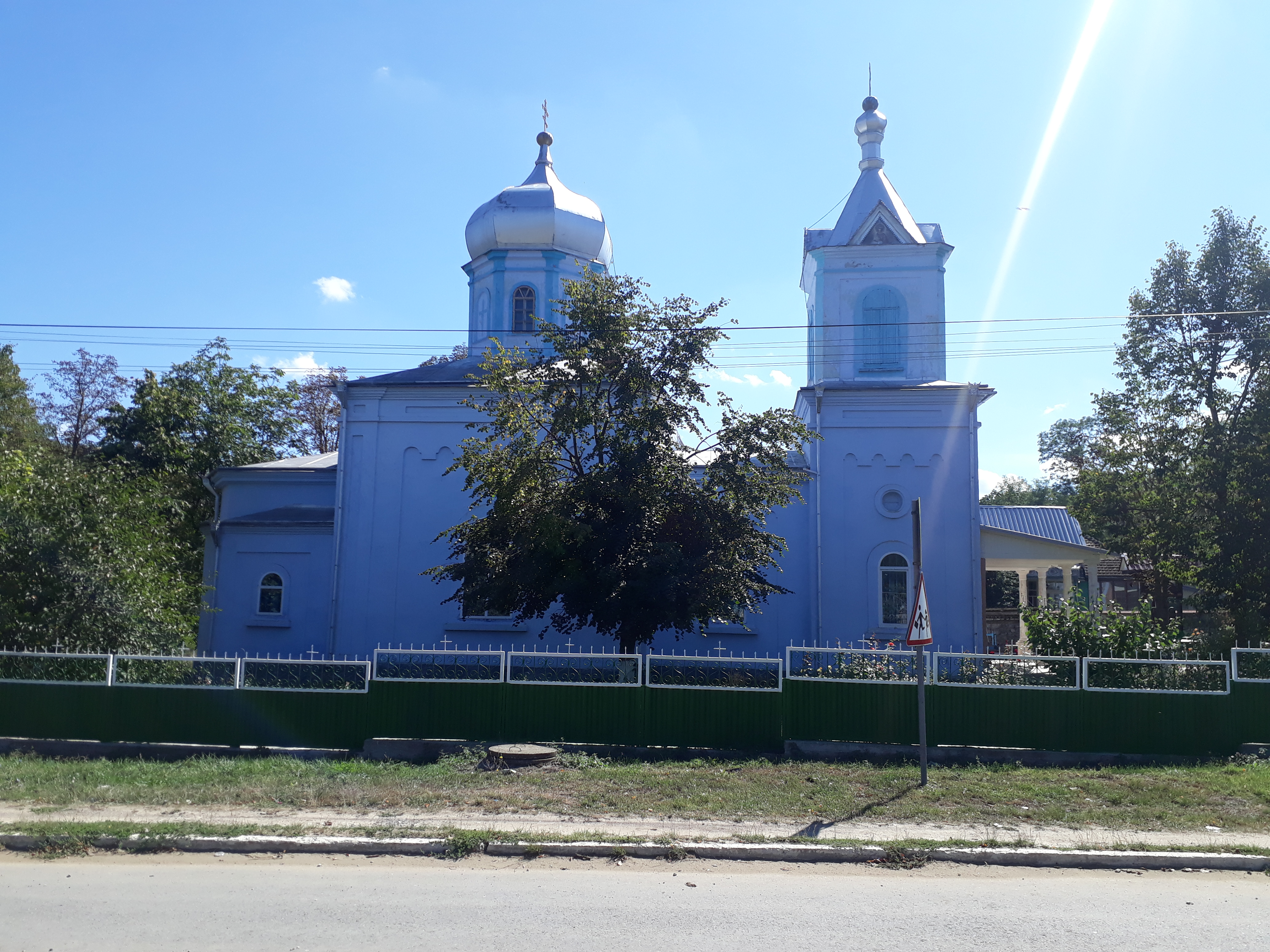
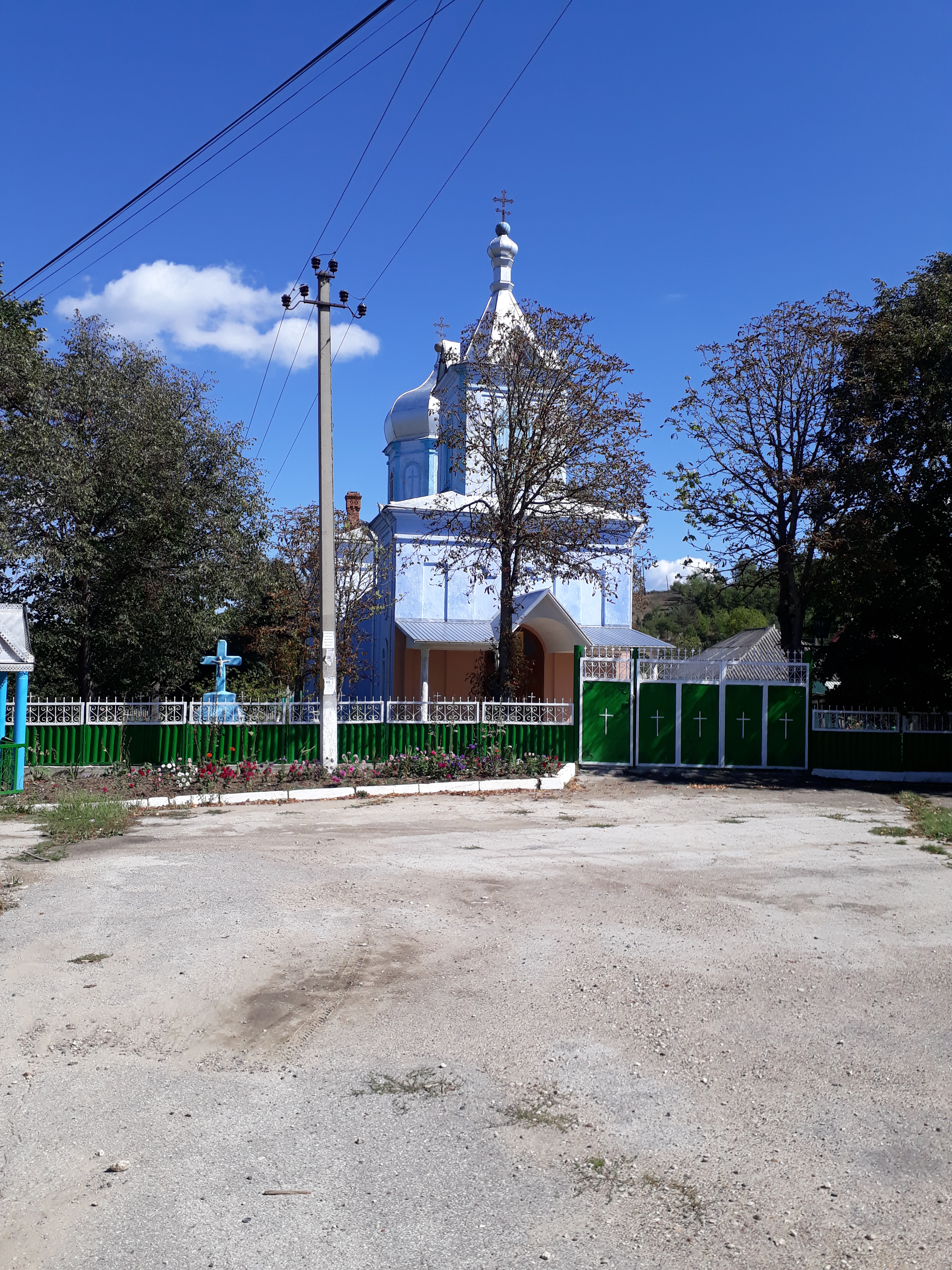
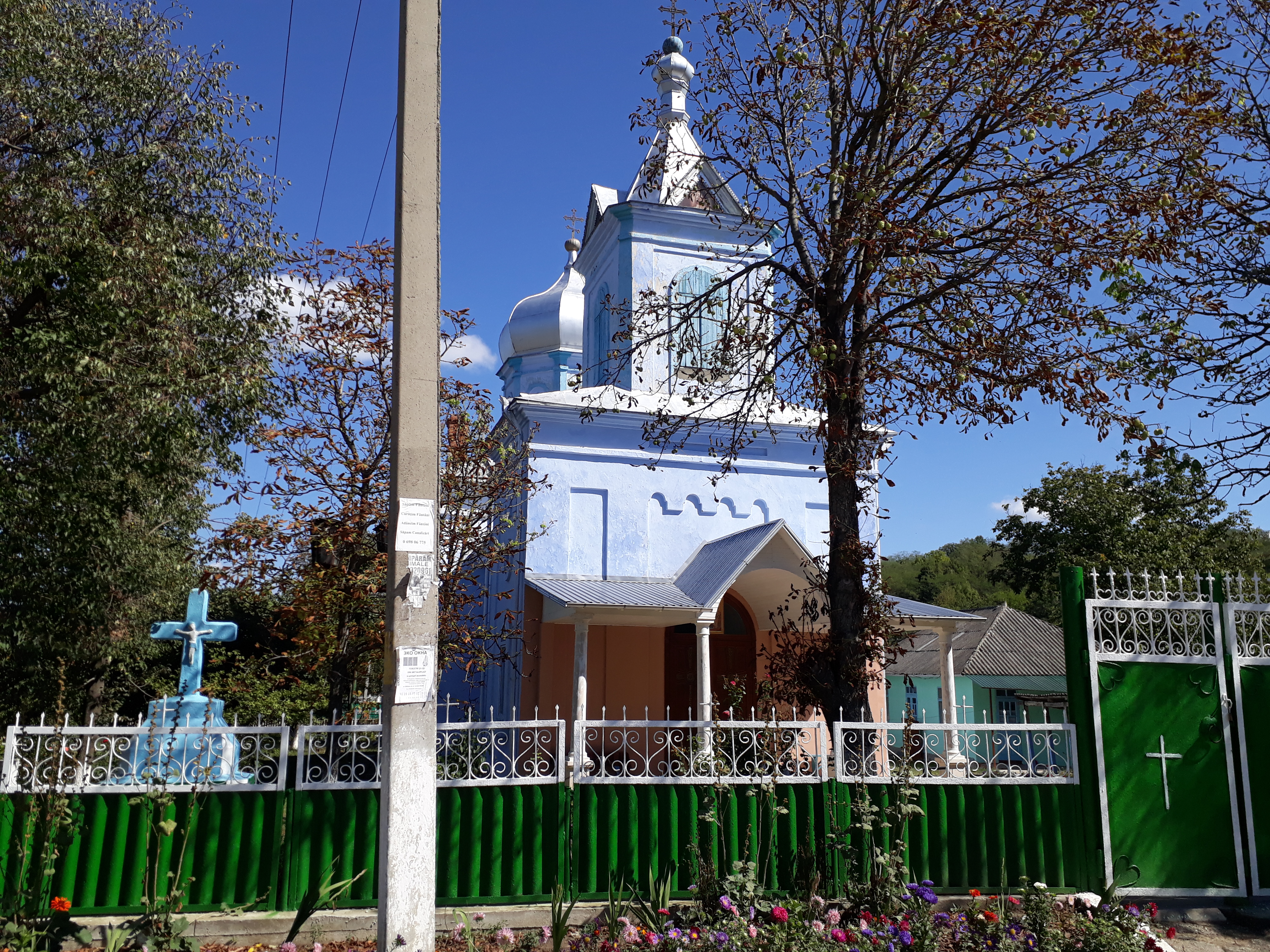
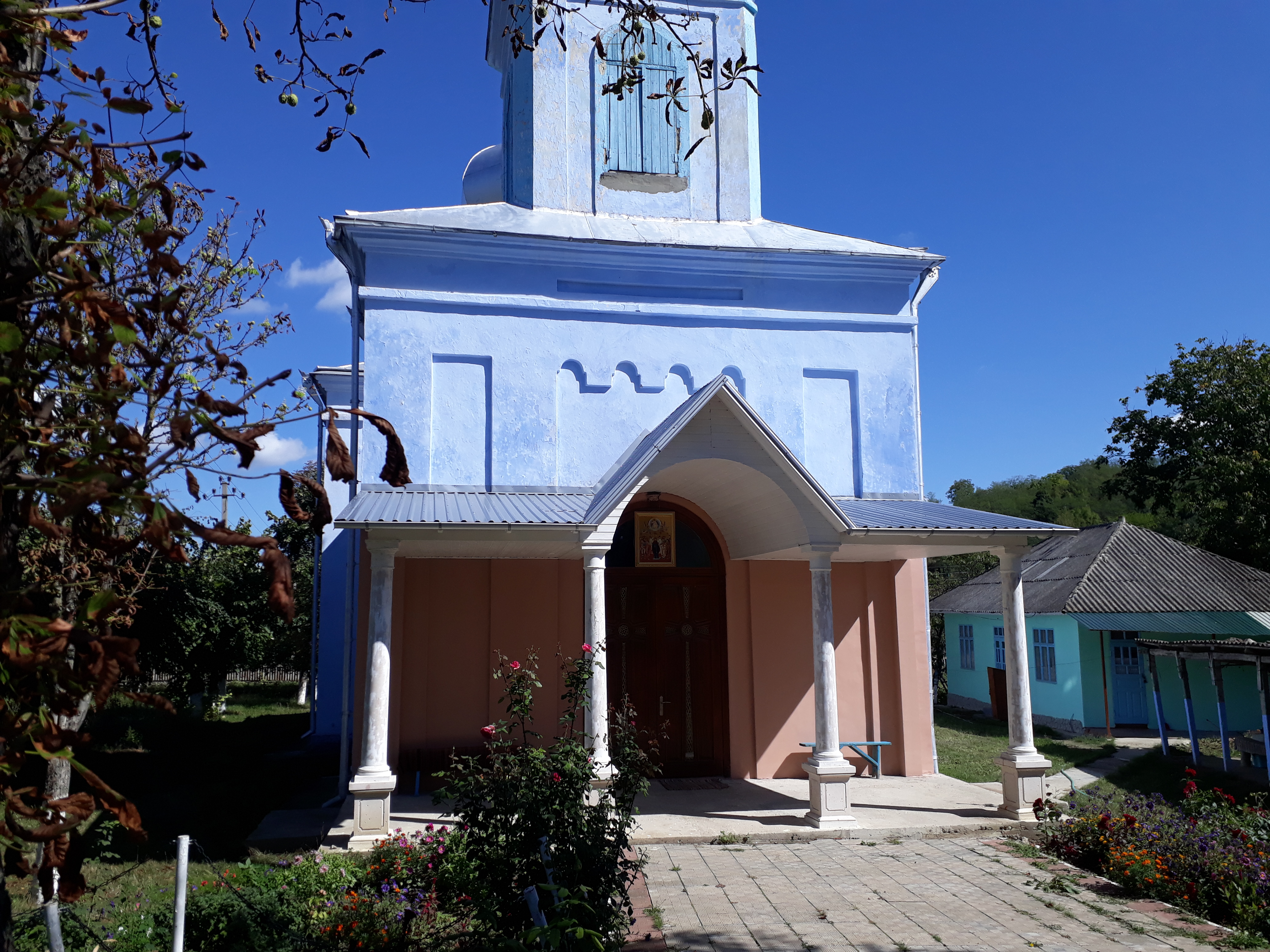
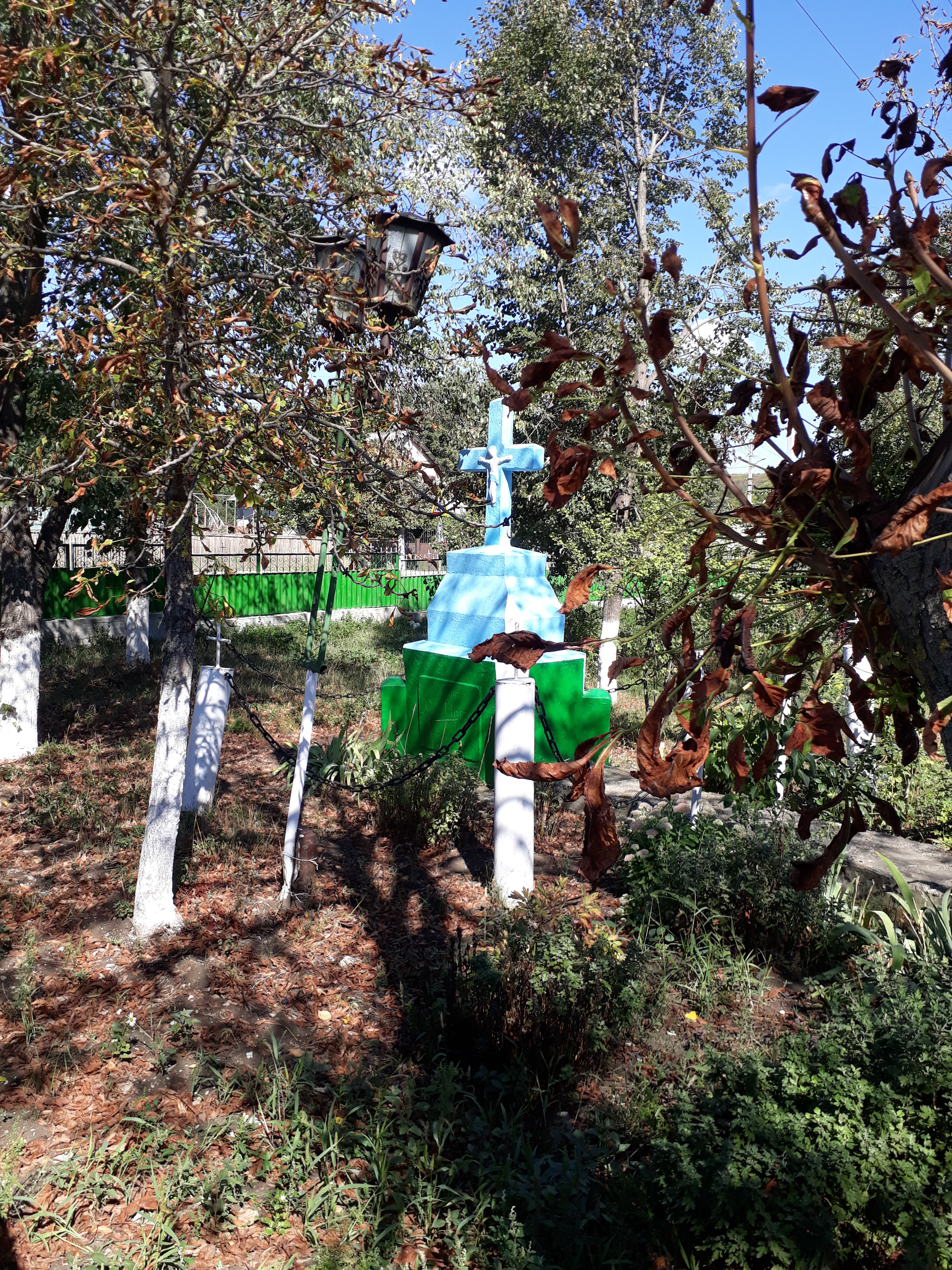

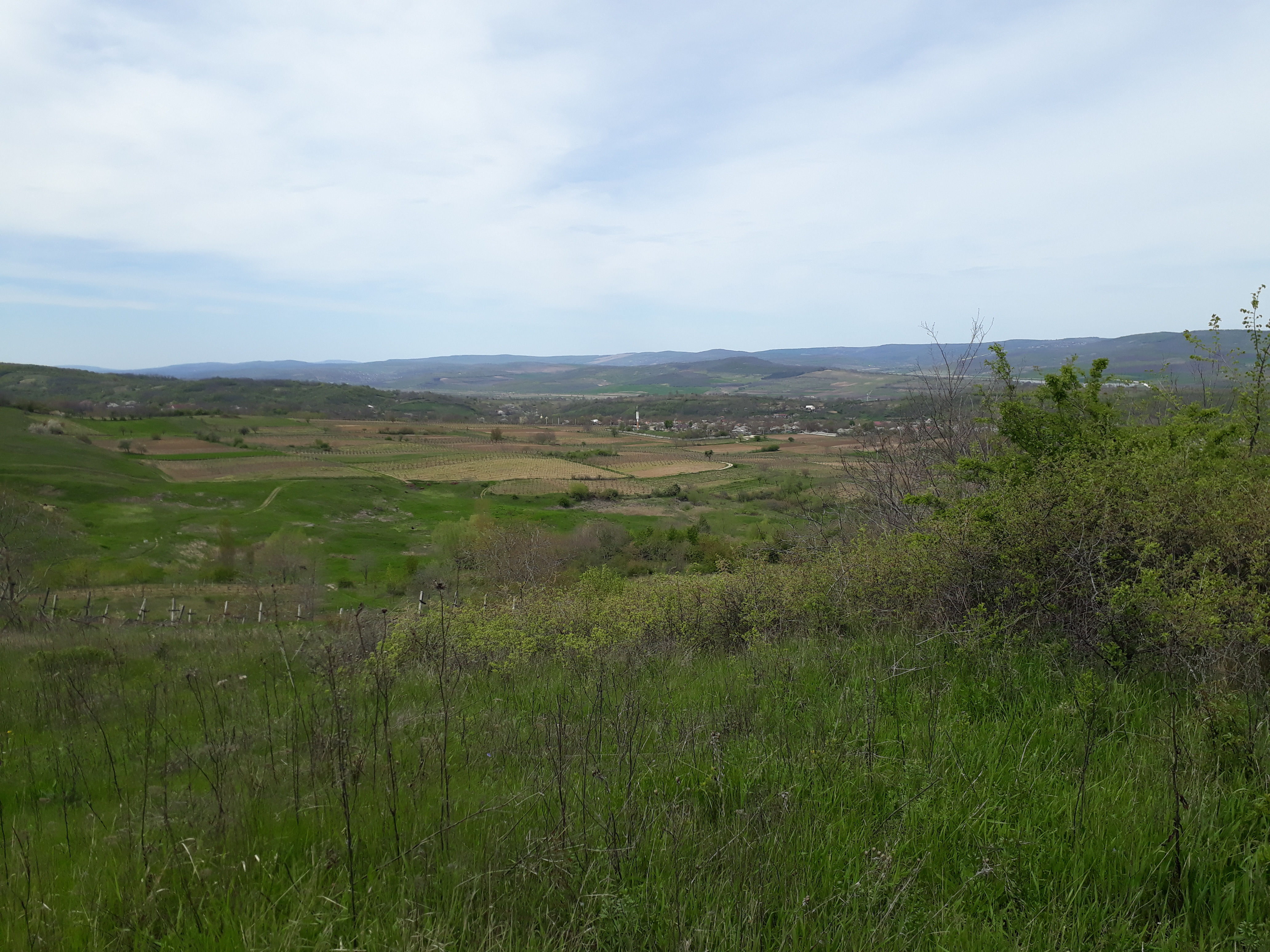
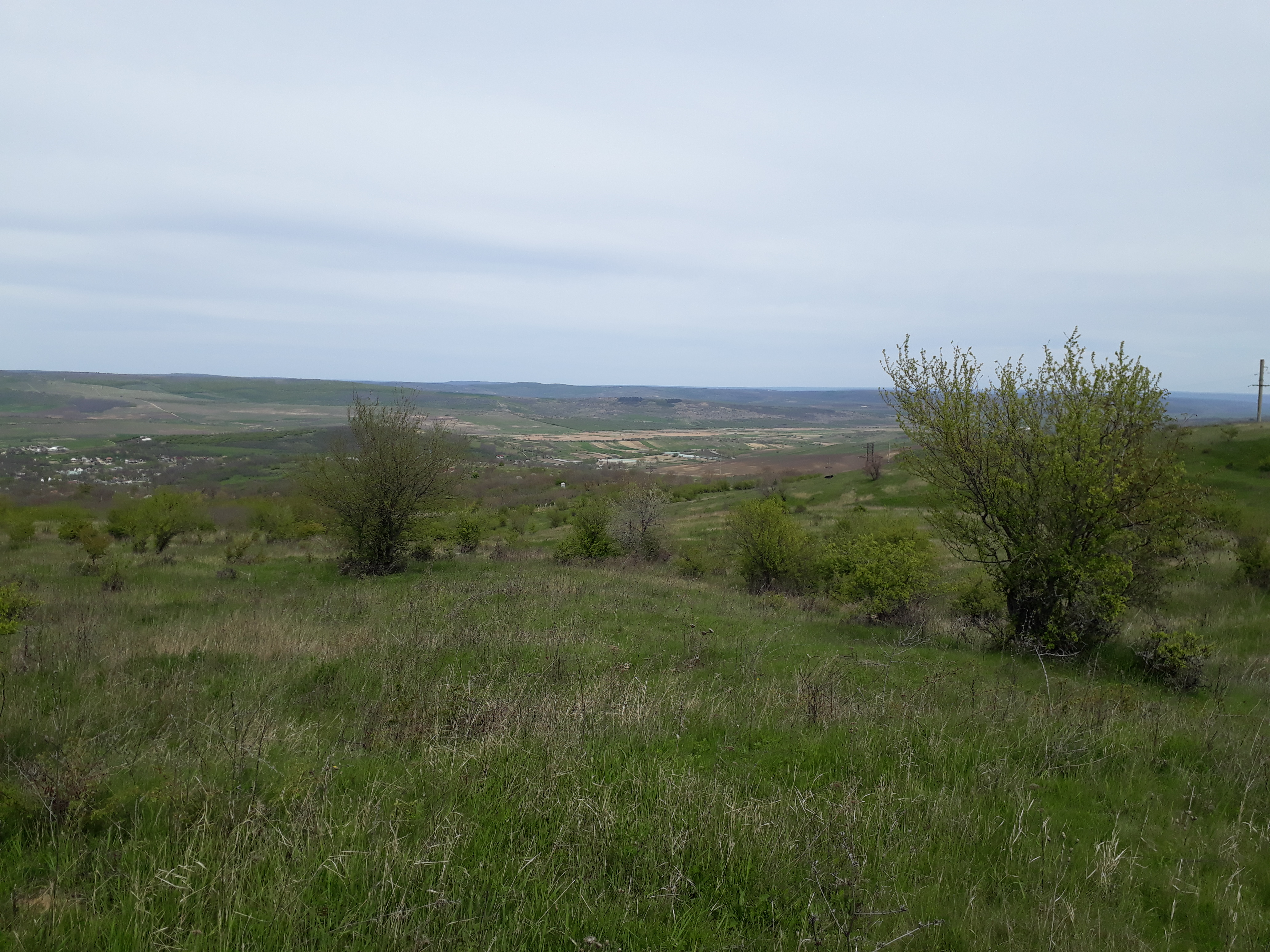
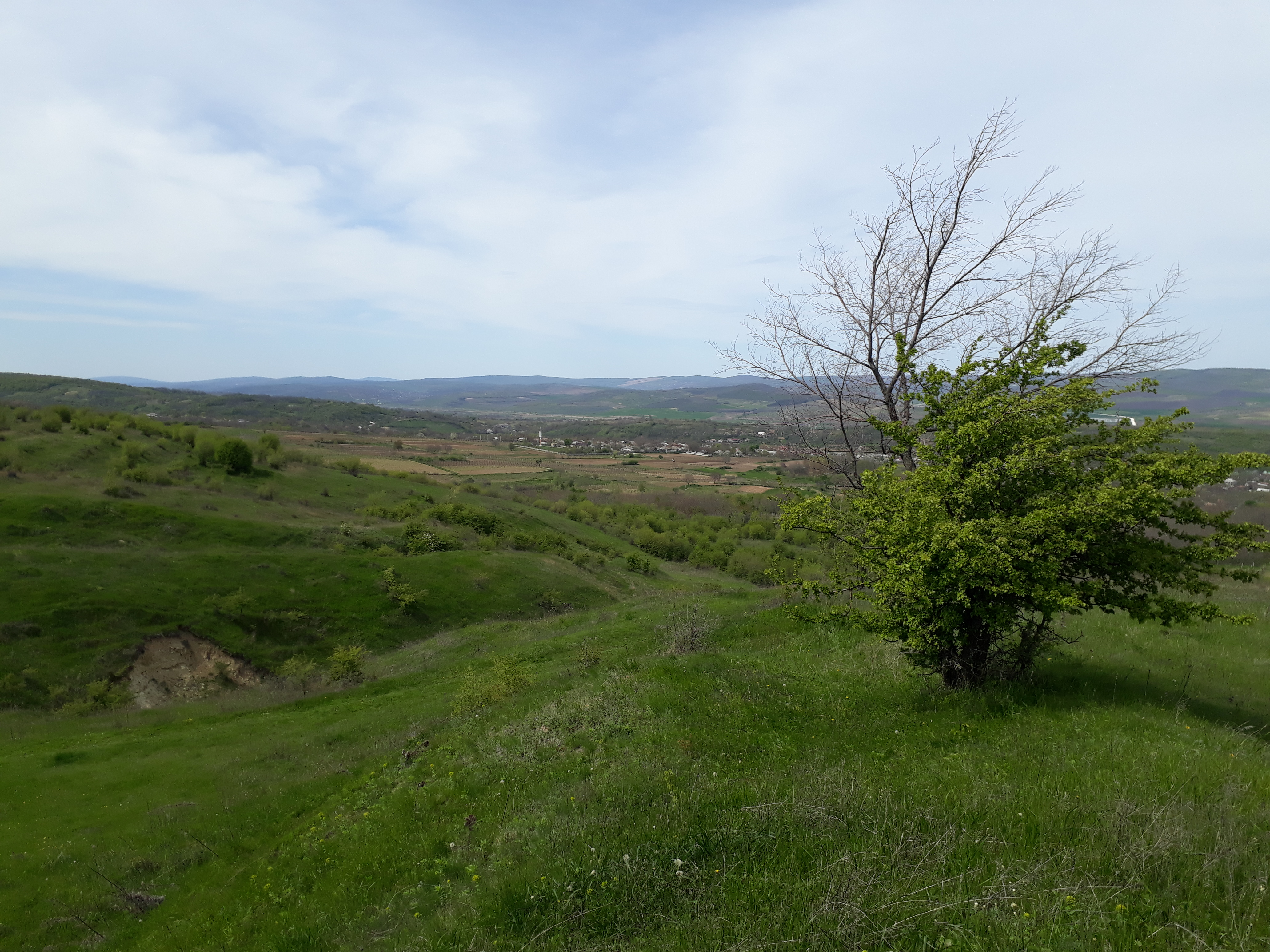
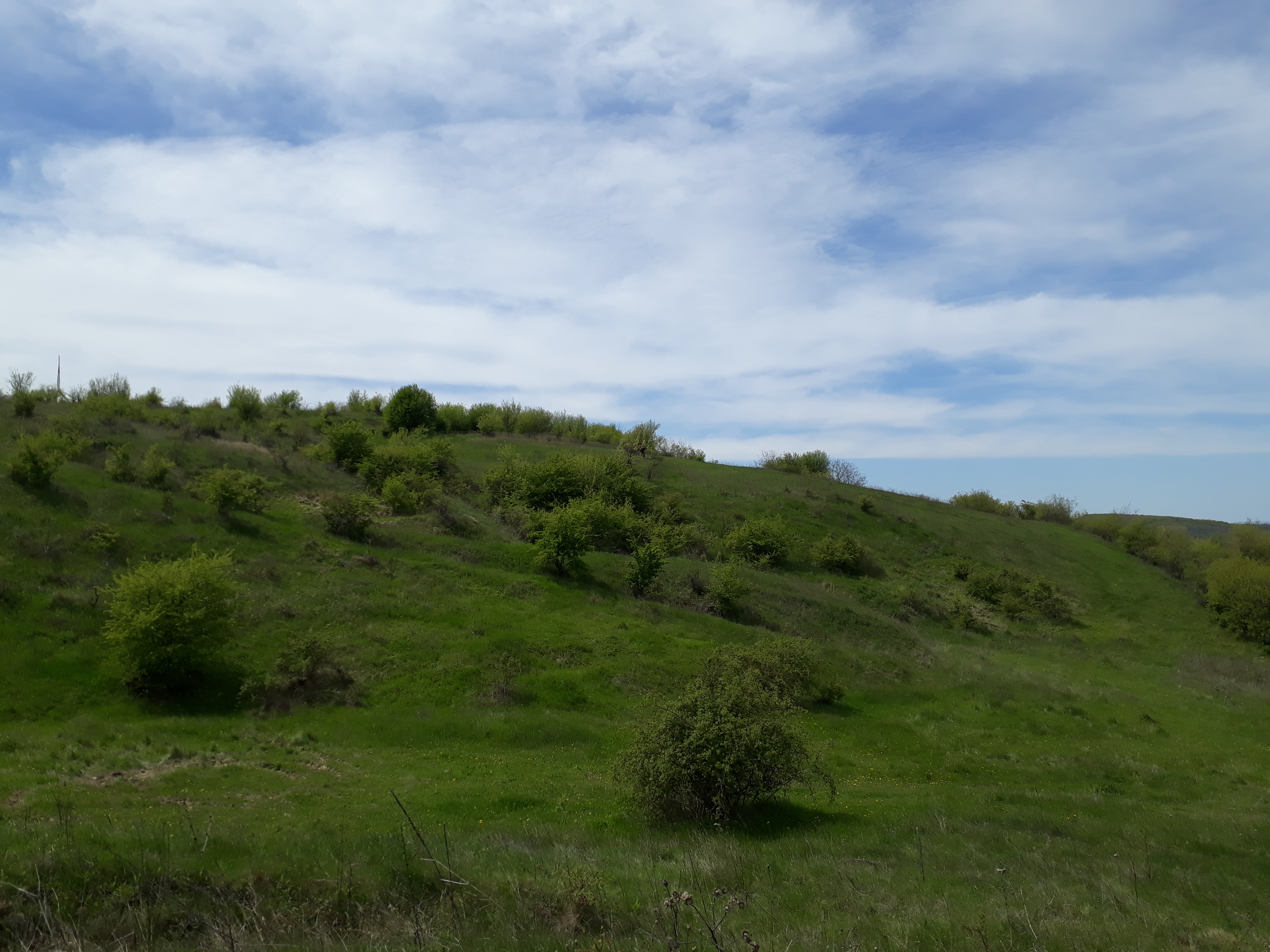
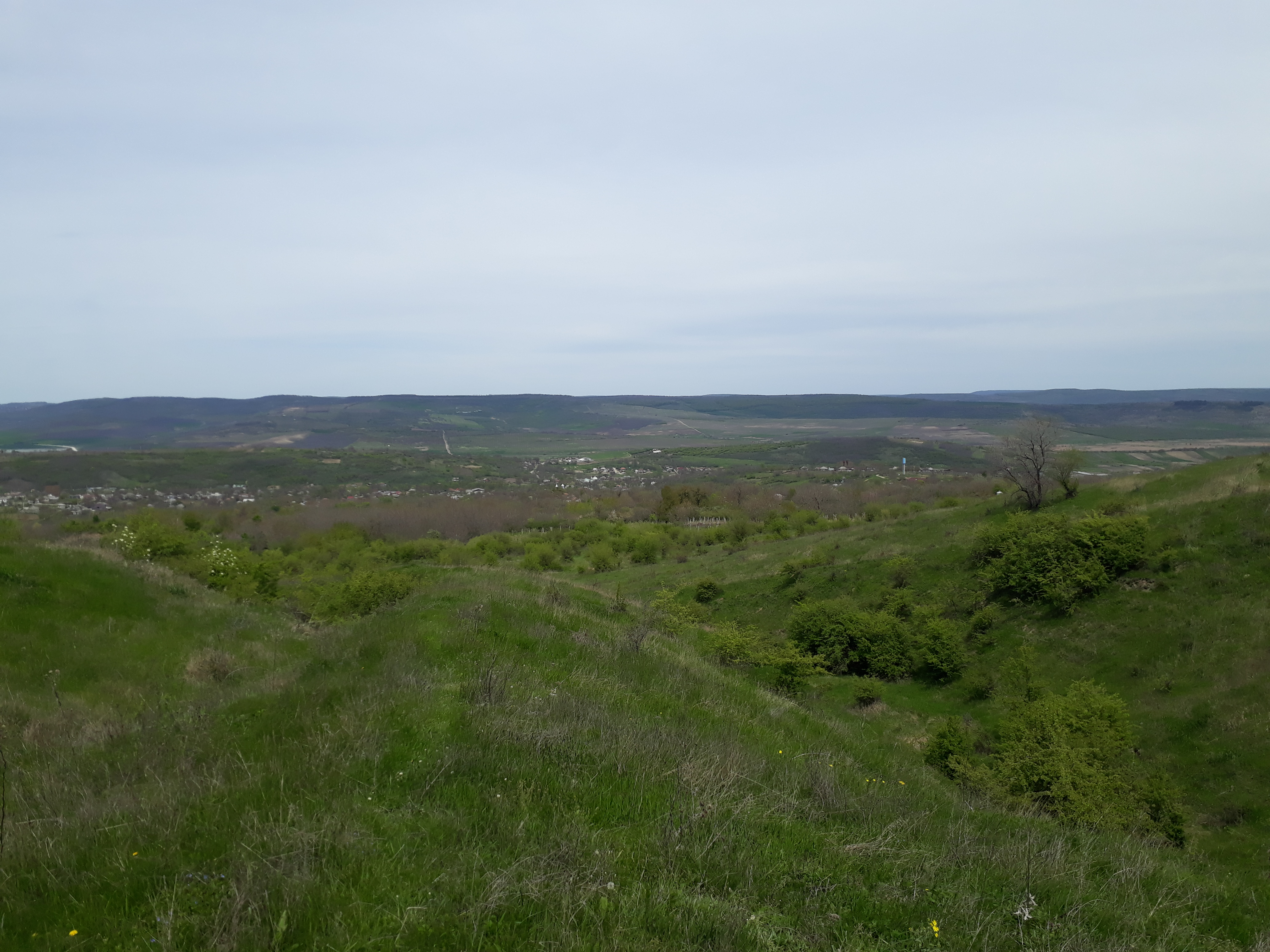

Biserica „Înălțarea Domnului” din localitate, monument ocrotit de stat.
Peisaj adiacent